# استرتم
استرتم (به انگلیسی: Stretham) یک روستا و محله مدنی در بریتانیا است که در کمبریج‌شر شرقی واقع شده‌است. استرتم ۱٬۸۳۱ نفر جمعیت دارد.